# Epipsilia pontica
Epipsilia pontica là một loài bướm đêm trong họ Noctuidae.